# Schoenlandella evelinae
Schoenlandella evelinae är en stekelart som först beskrevs av Paul C. Dangerfield och Austin 1995.  Schoenlandella evelinae ingår i släktet Schoenlandella och familjen bracksteklar. Inga underarter finns listade i Catalogue of Life.